# لويس أنطونيو مارتينيز
لويس أنطونيو مارتينيز (بالإسبانية: Luis Antonio Martínez)‏ (29 أبريل 1987 في المكسيك - ) هو لاعب كرة قدم مكسيكي في مركز الوسط. لعب مع تيبورونيس روخوس دي فيراكروز وريبوسيروس دي لا بيداد ‏ وAlbinegros de Orizaba ‏.

## وصلات خارجية
- لويس أنطونيو مارتينيز على موقع قاعدة بيانات كرة القدم.إي يو (الإنجليزية)
- لويس أنطونيو مارتينيز على موقع Soccerway.com (الإنجليزية)
- لويس أنطونيو مارتينيز على موقع عالم كرة القدم.نت (الإنجليزية)
- لويس أنطونيو مارتينيز على موقع AS.com (الإسبانية)